# أرون موكوينا
أرون ماكينوا (بالإنجليزية: Aaron Mokoena)‏، من مواليد 25 نوفمبر 1980 في جوهانسبيرغ في جنوب أفريقيا، لاعب كرة قدم جنوب أفريقي.
بدأ مسيرته الكروية مع نادي باير ليفركوزن الألماني في موسم 1998/1999، وفي عام 1999 انتقل إلى نادي أياكس أمستردام الهولندي، ولعب معهم حتى عام 2003، وشارك معهم في 7 مباريات، وأعير في عام 2001 إلى نادي جيرمنال بيرستشوت البلجيكي، ولعب معهم 12 مباراة وسجل هدف واحد، وفي عام 2002 أعير إلى نادي جيرمنال بيرستشوت البلجيكي، ولعب معهم 29 مباراة وسجل هدف واحد، وفي عام 2003 انتقل إلى نادي غنك البلجيكي، ولعب معهم حتى عام 2005، وشارك معهم في 32 مباراة وسجل هدف واحد، ومنذ عام 2005 وهو يلعب مع نادي بلاكبيرن روفرز الإنجليزي.
لعب موكوينا مع منتخب جنوب أفريقيا لكرة القدم. وقد سجل هدفا ضد سلوفينيا في كأس العالم 2002، وهو قائد المنتخب في كأس العالم 2010.

## روابط خارجية
- أرون موكوينا على موقع الاتحاد الدولي (مؤرشف)  (الإنجليزية)
- أرون موكوينا على موقع قاعدة بيانات كرة القدم.إي يو (الإنجليزية)
- أرون موكوينا على موقع ناشيونال فوتبول تيمز (الإنجليزية)
- أرون موكوينا على موقع Soccerbase.com (لاعب) (الإنجليزية)
- أرون موكوينا على موقع Soccerway.com (الإنجليزية)
- أرون موكوينا على موقع عالم كرة القدم.نت (الإنجليزية)
- أرون موكوينا على موقع كووورة
- أرون موكوينا على موقع أوليمبيديا (الإنجليزية)